# Johann Christian Albers
Johann Christian Albers (Brema, 13 marzo 1795 – Stoccarda, 27 settembre 1857) è stato un medico e zoologo tedesco.

## Biografia
Durante la sua carriera, ricoperì il ruolo di Medicinalrath e Regierungsrath a Berlino. Come uno zoologo, era l'autorità tassonomica delle lumache di terra della famiglia Orthalicidae e di altri generi sempre di lumache, tra cui: Napaeus, Diaphera, Amphidromus, Scutalus, Drymaeus e Opeas.
Nel campo della medicina, Albers ha pubblicato un'edizione di Carl August Wilhelm Berends' "Vorlesungen über die praktische Arzneiwissenschaft" con il titolo "Handbuch der Nervenkrankheiten" (1840).

## Opere principali
- Die Heliceen nach natürlicher Verwandtschaft systematisch geordnet, 1850.
- Malacographia Maderensis sive enumeratio molluscorum..., 1854
- Malacografia Maderensis, 1854 (pubblicazione in italiano).[5]